# Biesbrug

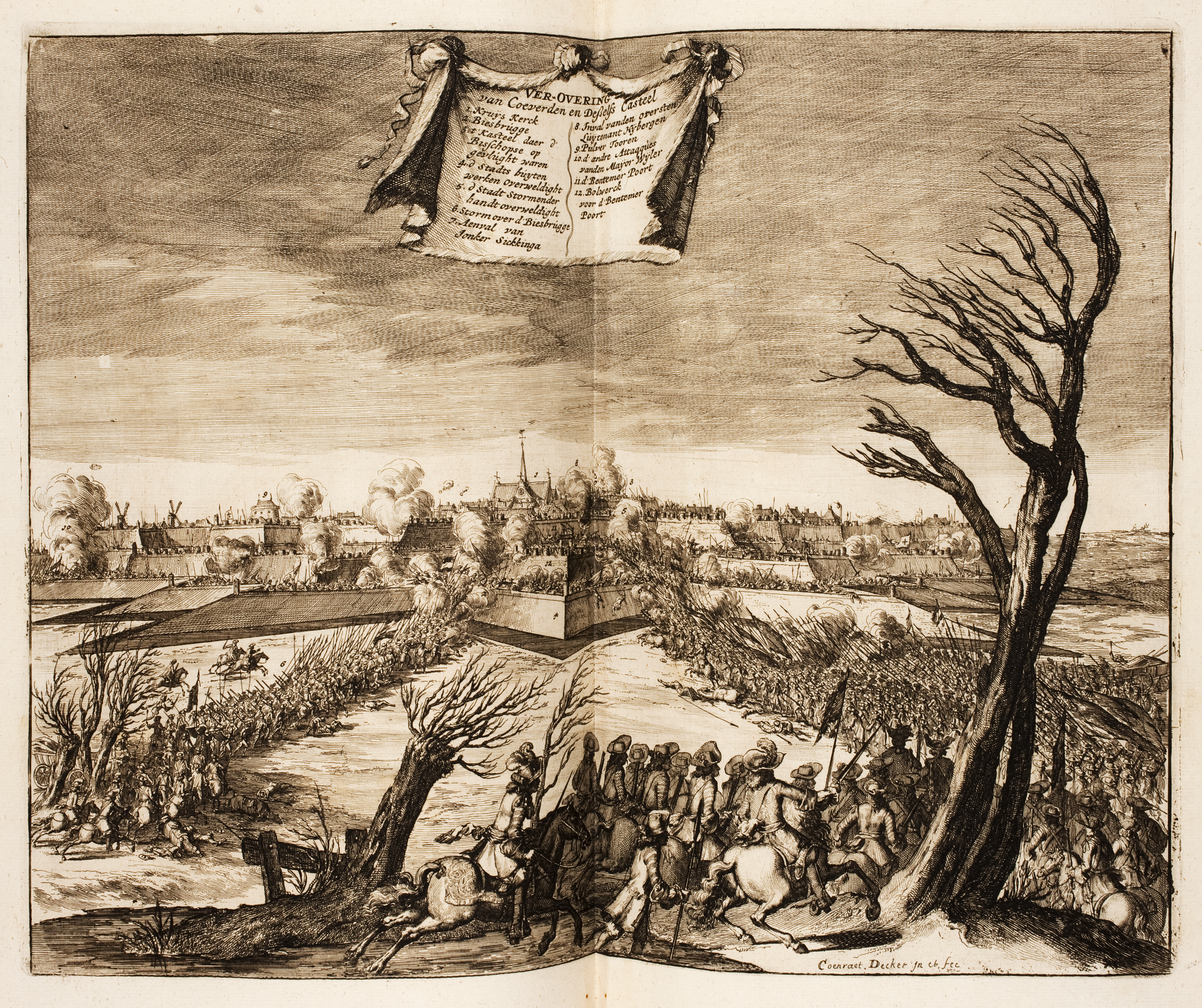
Bestorming van bezet Coevorden over biesbruggen, 1672. Staatse troepen heroveren Coevorden op Bisschop van Galen van Münster

Een biesbrug (historisch ook geschreven als bies-brug) is een eenvoudige vorm van een brug, gevlochten van gras of hooi ('biezen'). Een biesbrug werd historisch vaak gebruikt tijdens een belegering, als provisoire manier om een gracht te overbruggen.
De biesbrug werd meermaals ingezet door Frederik Hendrik van Oranje, onder andere tijdens het Beleg van 's-Hertogenbosch in 1629 en het Beleg van Hulst in 1645. Ook bij het Beleg van Coevorden in 1672 door de bisschop van Münster, Bernhard von Galen werd de biesbrug gebruikt.